# Kola Bankole
Kola Bankole (* vermutlich 1964 in Nigeria; † 30. August 1994 in Frankfurt am Main) war ein nigerianischer Asylbewerber, der bei seiner Abschiebung durch Bundesgrenzschutzbeamte an Bord einer Lufthansa-Maschine ums Leben kam. Bankole sollte nach Lagos abgeschoben werden.
Beamte des Bundesgrenzschutzes hatten Bankole beim Abschiebeversuch an einen Flugsitz gefesselt. Zusätzlich wurde ihm ein Brustgurt sowie ein selbstgebauter Mund-Knebel angelegt und seine Arme wurden überkreuzt. Nachdem ihm psychopharmakologische Medikamente injiziert wurden, erstickte er. Bankole hatte eine Herzkrankheit. Weder die Beamten noch ein anwesender Arzt leisteten Bankole Hilfe. Auch nach dem Tod erfolgten keine Wiederbelebungsmaßnahmen. Ein Ermittlungsverfahren gegen die anwesenden vier Beamten des Bundesgrenzschutzes wurde eingestellt.
Die Organisation Pro Asyl forderte erfolglos die Einsetzung eines parlamentarischen Untersuchungsausschusses, der die genauen Todesumstände aufklären sollte. Vor der versuchten Abschiebung hatten sich vier Lufthansa-Piloten geweigert, an einer Abschiebung mitzuwirken.